# Stefan Janusiewicz
Stefan Szczęsny Janusiewicz (ur. 14 sierpnia 1933 w Chełmie, zm. 11 września 2007 w Szczecinie) – polski dziennikarz, publicysta, redaktor naczelny „Głosu Szczecińskiego” i szczecińskiego oddziału Telewizji Polskiej w latach 1982–1986.
Karierę dziennikarską zaczynał w „Kurierze Szczecińskim”, był dziennikarzem i szefem propagandy Komitetu Wojewódzkiego PZPR w Szczecinie. Pisał dla „Trybuny Ludu” i lokalnego dodatku do „Gazety Wyborczej”. W 1972 otrzymał Krzyż Kawalerski Orderu Odrodzenia Polski oraz Srebrny Krzyż Zasługi, Medal Komisji Edukacji Narodowej
Po śmierci pochowany na cmentarzu Centralnym w Szczecinie (kwatera 46 B).